# Club de Encuentro Manuel Broseta

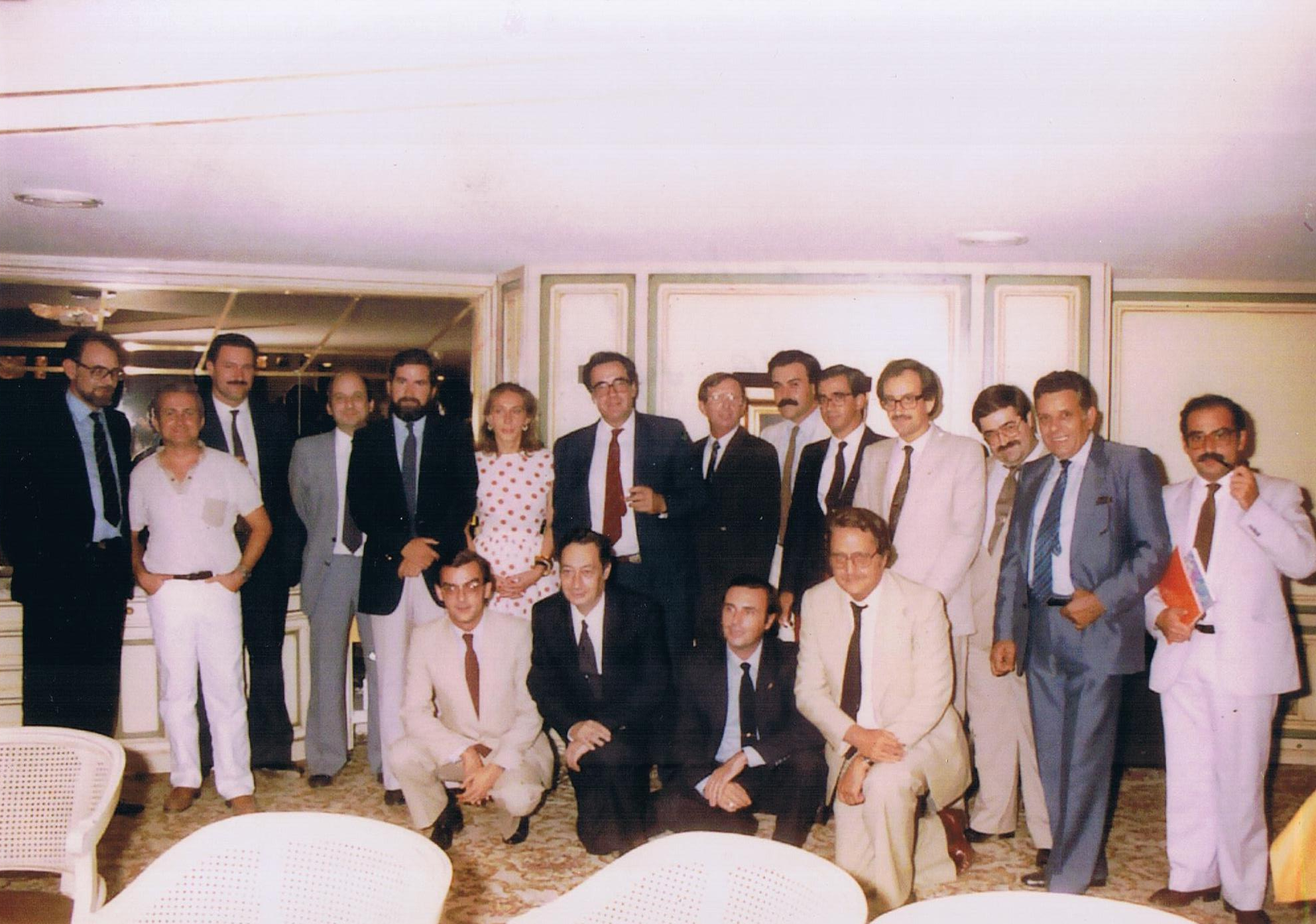
35 años del Club de Encuentro

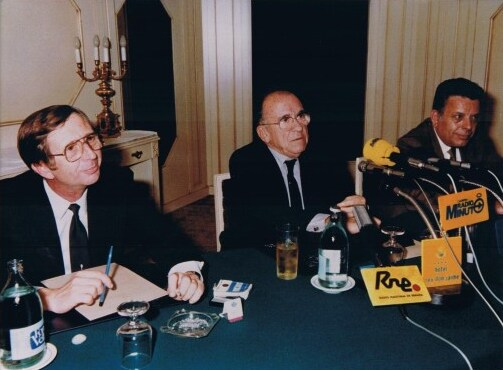
Santiago Carrillo Club de Encuentro Manuel Broseta

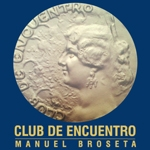
Medalla Club de Encuentro Manuel Broseta

El Club de Encuentro Manuel Broseta és un club privat valencià en forma de fòrum de debat inaugurat el 1984 pel professor Gregorio Peces-Barba. Les conferències que organitza són obertes a tothom. Han passat diversos intel·lectuals i gent d'alguna esfera del poder. Per a ser membre cal estar avalat per dos membres i pagar una quota trimestral.
Inicialment s'anomenava Club de Encuentro i canvià de nom en homenatge a Manuel Broseta Pocs dies després de la seua creació el club entregà a l'aleshores president de la Generalitat Valenciana Joan Lerma la primera Medalla d'Or del Club.
Al març 2012 el professor Josep Vicent Boira va pronunciar una conferència memorable sobre la societat civil a la Comunitat Valenciana. El 2 d'abril del 2012 el Club va organitzar una Mesa sobre el Corredor Mediterrani amb representants d'associacions empresarials i partits polítics a la qual el Govern d'Espanya presidit pel PP no va enviar cap representant. El 2017 l'aleshores Ministre de Justícia Rafael Català donà una conferència on menyspreà la importància del Corredor mediterrani, cosa que va fer que rebera crítiques negatives per empresaris i polítics valencians.

## Presidents
- José Luis Boronat (1984-1986)
- Manuel Broseta (1986-1992)
- Vicente Garrido (1992-1995)
- José Luis Martínez Morales (1995-1997)
- Fernando Puente (1997-2000)

- Francisco Puchol-Quixal (2000-2015)
- Josep Vicent Boira i Maiques (2015-2015)[6] (no va arribar a prendre possessió, per ser nomenat per a un càrrec públic a la Generalitat Valenciana)
- Amparo Matíes (2015-)